# Calendrier chrétien
 (avril 2016).
Le calendrier chrétien regroupe des fêtes chrétiennes. Les principales fêtes chrétiennes célébrées par la majorité des chrétiens, sont Noël et Pâques.
Les calendriers chrétiens imprimés présentent le dimanche comme premier jour de la semaine alors que les autres calendriers courants aujourd'hui terminent la semaine par le dimanche.

## Classement chronologique selon l'année grégorienne
Notes :
- C = fête catholique ;
- O = fête orthodoxe ;
- P = fête protestante.

### Fêtes fixes
Ces fêtes sont tenues à une date fixe par rapport au calendrier grégorien ou julien, qui sont solaires :
- 6 janvier : l'Épiphanie C O ;
- 2 février : la Chandeleur ou Fête de la Présentation de Jésus au Temple C O ;
- 25 mars : l'Annonciation C O ;
- 31 mai : la Visitation de Marie à sa cousine Élisabeth C;
- 24 juin : la Saint Jean-Baptiste C O ;
- 6 août : la Transfiguration  C O ;
- 15 août : l'Assomption de Marie C, la Dormition de Marie O ;
- 1er septembre : mémoire orthodoxe de la divine Création O, Journée mondiale de prière pour la sauvegarde de la Création C ;
- 31 octobre : la fête de la Réformation P commémore dans les églises issues de la Réforme protestante l'affichage des 95 thèses de Luther ;
- 1er novembre : la Toussaint C ;
- 8 décembre : l'Immaculée Conception C ;
- 25 décembre : Noël C P O.

### Fêtes mobiles
Le calcul de la date des fêtes mobiles – notamment de celle de Pâques – est désigné sous le nom de « comput » (du latin computare, calculer).
Quelques autres fêtes sont mobiles mais liées à une date fixe du calendrier grégorien :
- le cinquième dimanche avant Noël : la Fête du Christ-Roi (depuis 1970) C, dernier dimanche de l'année liturgique occidentale C ;
- le quatrième dimanche avant Noël : premier dimanche de l'Avent C P, 1er jour de l'année liturgique occidentale C ;
- le troisième dimanche avant Noël : deuxième dimanche de l'Avent C P, 8e jour de l'année liturgique occidentale C (peut coïncider avec l'Immaculée Conception) ;
- le deuxième dimanche avant Noël : troisième dimanche de l'Avent C P, 15e jour de l'année liturgique occidentale C ;
- le dernier dimanche avant Noël : quatrième dimanche de l'Avent C P, 22e jour de l'année liturgique occidentale C.

Le jour de Pâques est fixé selon un calendrier lunaire ; il est donc mobile par rapport au calendrier grégorien ou julien. Pâques est défini comme le premier dimanche qui suit la première pleine lune de printemps, calculé comme commençant le 21 mars.
- le sixième mardi, veille des Cendres, 40 jours avant le Dimanche des Rameaux : le Mardi gras C ;
- le sixième mercredi, 39 jours avant le Dimanche des Rameaux : le Mercredi des Cendres C ;
- le dernier dimanche avant Pâques : le Dimanche des Rameaux ;
- la dernière semaine avant Pâques : la Semaine sainte ;
- le jeudi précédant Pâques : le Jeudi saint, célébration de l'Eucharistie pour commémorer la Cène ;
- le vendredi précédant Pâques : le Vendredi saint, commémoration de la Passion et de la Crucifixion du Christ ;
- le premier dimanche qui suit (ou qui coïncide avec) la première pleine lune suivant l'équinoxe du printemps : Pâques, célébration de la Résurrection (cf. comput) ;
- le Jeudi saint, le Vendredi saint, Pâques : le Triduum pascal ;
- le lendemain de Pâques : le Lundi de Pâques ;
- le premier dimanche après Pâques : la Quasimodo, la Fête de la divine Miséricorde (depuis 2000) ;
- le sixième jeudi, 39 jours après Pâques : l'Ascension, Jeudi de l'Ascension ;
- le septième dimanche, 49 jours après Pâques : la Pentecôte ;
- le dimanche après Pentecôte, 56 jours après Pâques : la Fête de la Sainte-Trinité ;
- jeudi suivant la Trinité, 60 jours après Pâques : la Fête-Dieu ;
- le troisième vendredi après la Pentecôte : la Fête du Sacré-Cœur.

## Année liturgique catholique
L'année liturgique catholique comprend cinq fêtes cardinales (ces grandes fêtes sont par ordre d'importance : Pâques, Noël, la Pentecôte, l'Épiphanie et l'Ascension), appelées ainsi car elles dirigent l'office d'un certain nombre de dimanches qui les suivent.